# حوزه انتخابیه چهل‌وسوم کالیفرنیا
حوزه انتخابیه چهل‌وسوم کالیفرنیا یک حوزه انتخابیه مجلس نمایندگان آمریکا است که در ایالت کالیفرنیا قرار دارد.